# Синдром самозванця
Синдром самозванця (англ. impostor syndrome) — це психологічний феномен, при якому особа потерпає від масової невпевненості у власних здібностях, досягненнях та успіхах і не здатна інтерналізувати свої особисті успіхи. 
Незважаючи на очевидні докази своїх здібностей, люди з цим синдромом переконані, що вони підробили свій успіх і не заслужили його, наприклад, через ефект Метью. Досягнення, які інші вважають успіхом, люди з цим синдромом пояснюють везінням, збігом обставин або переоцінкою власних здібностей з боку навколишніх. У деяких з цих людей невпевненість у собі настільки виражена, що вони вважають себе самозванцями і живуть у постійному страху, що інші можуть помітити їхню уявну відсутність здібностей і викрити їх як самозванців.

## Історія
Термін "феномен самозванця" був введений у статті, опублікованій у 1978 році під назвою "Феномен самозванця у жінок, які досягли високих успіхів: Динаміка та терапевтичне втручання" (англ. The Impostor Phenomenon in High Achieving Women: Dynamics and Therapeutic Intervention) Полін Р. Кленс та Сюзанни А. Аймс. Кленс та Аймс визначили феномен самозванки як "внутрішній досвід інтелектуальної фальші" і спочатку зосередили своє дослідження на жінках, які здобувають вищу освіту та працюють у професійних галузях.
Дослідники опитали понад 100 жінок, приблизно третина з яких займалася психотерапією з інших причин, окрім синдрому самозванця, а дві третини були знайомі з їхніх власних лекцій та терапевтичних груп. Всі учасниці були офіційно визнані колегами за їхню професійну майстерність і демонстрували академічні досягнення, що підтверджувалися освітніми ступенями і результатами стандартизованого тестування. Незважаючи на постійне зовнішнє визнання, яке отримували ці жінки, їм бракувало внутрішнього визнання їхніх досягнень. Коли їх запитували про їхній успіх, деякі учасниці пояснювали його везінням, а деякі вважали, що люди переоцінили їхні можливості. Кленс та Аймес вважають, що ця ментальна основа феномену самозванства формується під впливом таких факторів, як гендерні стереотипи, сімейні проблеми, культурні норми та стиль атрибуції. Вони виявили, що жінки, які брали участь у дослідженні, відчували симптоми "генералізованої тривоги, невпевненості в собі, депресії та розчарування, пов'язані з нездатністю відповідати самонакладеним стандартам досягнень".

## Діагностика
Синдром самозванця не вважається патологією, а скоріше нормальним проявом, психологічним механізмом, який може проявитися хоча б раз у житті. Однак зв'язок між синдромом самозванця, соціальною тривожністю та депресією може існувати, і це емпірично доведено.
Синдром самозванця може проявлятися в різних формах та з різною інтенсивністю. За словами Ельзи Андрон, професійного та клінічного психолога, однією з перших ознак є негативне мислення. Існують деякі загальні риси характеру, а також поведінкові ознаки, які допомагають поставити діагноз. Наприклад, так звані інтроверти більш схильні до розвитку синдрому самозванця, оскільки вони будують свою думку про себе на тому, що вони інтерпретують і відчувають.
Люди, які мають цей синдром, відчувають негативні почуття і висловлюють дисфункціональні негативні думки, коли стикаються з успішним досягненням. Вони систематично схильні приписувати свій успіх зовнішнім факторам, таким як удача, професійні зв'язки або симпатія керівника до них. Вони також виявляють дезадаптивний перфекціонізм, що призводить до майже систематичного незадоволення успіхом.
Для того, щоб розробити гіпотезу щодо проявів цього явища, існує перелік критеріїв, створений у 1993 році Холмсом, Кертеєм, Адамсоном, Голландом і Клансом. Ці критерії є описовими та спостережливими, і якщо людина має п'ять або більше таких критеріїв, то можна вважати, що вона має синдром самозванця.
Крім того, була розроблена шкала Кланса для визначення того, чи має людина синдром самозванця.

## Терапія
Найефективніша терапія для подолання синдрому самозванця — визнати, що він існує.
- Когнітивно-поведінкова терапія: цей підхід розглядає психічні процеси, які призводять до того, що людина не визнає власних успіхів. Необхідно подолати певні припущення, наприклад, переконання, що одна-єдина помилка ставить під сумнів власні здібності. Підхід намагається допомогти пацієнтові усвідомити негативні та деструктивні думки й навчити його уникати їх. Усвідомивши це, людина в принципі здатна співвіднести ці думки з об'єктивними реаліями та розпізнати викривлення у своєму мисленні. Однак ця терапія не позбавлена суперечностей.
- Інші методи: Письмова терапія дозволяє людині краще організувати свої думки. Коли людина бачить свої досягнення, а не просто оцінює їх внутрішньо в голові, вона краще здатна реалістично оцінювати досягнення після цього методу. Текст також може слугувати нагадуванням про минулі досягнення[8].

## Критики
Концепцію синдрому самозванця іноді звинувачують у тому, що вона покладає відповідальність за проблему на людину, яка її переживає, замість того, щоб заохочувати до аналізу середовища або структурної проблеми, яка спричиняє цей синдром.